# Championnat de France de combiné nordique 2013
Navigation
2012 2014
Le championnat de France de combiné nordique 2013 s'est déroulé sur le tremplin et la piste de ski de fond Le Lernier de Chaux-Neuve le samedi 30 mars 2013. Il est remporté par Jason Lamy-Chappuis.

## Résultats
| Rang | Athlète             | Club                        | Points Saut | Temps au départ ski de fond | Temps au ski de fond | Temps final   |
| ---- | ------------------- | --------------------------- | ----------- | --------------------------- | -------------------- | ------------- |
| 1    | Jason Lamy-Chappuis | Ski Club Bois d'Amont       | 130,7       | +1 s                        | 25 min 41 s 64       | +0 s 0        |
| 2    | François Braud      | Club des Sports Chamonix    | 121,1       | +40 s                       | 25 min 53 s 77       | +51 s 1       |
| 3    | Maxime Laheurte     | AS Gerardmer Ski Nordique   | 124,3       | +27 s                       | 26 min 38 s 72       | +1 min 23 s 1 |
| 4    | Hugo Buffard        | Les Skieurs Rousselands     | 96,7        | +2 min 17 s                 | 25 min 00 s 47       | +1 min 34 s 8 |
| 5    | Geoffrey Lafarge    | Club des Sports Chamonix    | 109,7       | +1 min 25 s                 | 26 min 32 s 20       | +2 min 14 s 6 |
| 6    | Samuel Guy          | Association Sportive Mouthe | 109,7       | +1 min 25 s                 | 26 min 58 s 77       | +2 min 41 s 1 |
| 7    | Florian Pinel       | Club des Sports La Feclaz   | 95,7        | +2 min 21 s                 | 26 min 32 s 56       | +3 min 10 s 9 |
| 8    | Théo Hannon         | Ski Club Bois d'Amont       | 122,8       | +33 s                       | 28 min 26 s 96       | +3 min 17 s 3 |